# Z – han lever
Z – han lever (originaltitel: Z – il est vivant!) är en fransk-algerisk politisk thrillerfilm från 1969 i regi av Costa-Gavras. Manuset skrevs av Jorge Semprún, med hjälp av Ben Barzman och Costa-Gavras, baserat på Vassilis Vassilikos roman från 1966 med samma titel.

## Handling
En framstående aktivist som verkar mot diktaturen i sitt land (aldrig identifierat med namn, men det är underförstått att det rör sig om militärjuntans Grekland) blir mördad.

## Medverkande (i urval)
| Yves Montand           | – Z                        |
| Irene Papas            | – Hélène                   |
| Jean-Louis Trintignant | – Domaren                  |
| Jacques Perrin         | – Fotojournalisten         |
| Charles Denner         | – Manuel                   |
| François Périer        | – Advokaten                |
| Pierre Dux             | – Generalen i gendarmeriet |
| Georges Géret          | – Nick                     |
| Bernard Fresson        | – Matt                     |
| Marcel Bozzuffi        | – Vago                     |
| Julien Guiomar         | – Översten i gendarmeriet  |
| Magali Noël            | – Nicks syster             |
| Renato Salvatori       | – Yago                     |

## Tillkomst
Filmen har verklig förlaga i händelser i Grekland, bland annat mordet på den demokratiske politikern Grigoris Lambrakis 1963. Filmens titel är hämtad från en populär grekisk protestslogan (grekiska: Ζει, IPA: [ˈzi]) som betyder "han lever" och syftar på Lambrakis.

## Utmärkelser
Filmen nominerades till Guldpalmen vid filmfestivalen i Cannes 1969, men belönades istället med Juryns pris. Filmen vann sedan två Oscar vid Oscarsgalan 1970, för bästa klippning och bästa utländska film. Den var även nominerad i kategorierna bästa film, bästa regi (Costa-Gavras) och bästa manus efter förlaga. 